# 壱岐焼酎
壱岐焼酎（いきしょうちゅう）は、長崎県壱岐市で生産される麦焼酎。大麦由来のさわやかな香りと、米こうじの甘く厚みのある味わいが特長とされる。麦を原料とした焼酎としては最も古くに記録があり、壱岐は麦焼酎発祥の地とされている。国税庁の地理的表示に登録されている。

## 特徴
国税庁の地理的表示の対象となるためには、以下の要件がある。大分麦焼酎などと異なり、麦麹ではなく米麹を用いる。
- 原料
  - 穀類に大麦のみを用いる
  - 麹として米麹のみを用いる
  - 麹と穀類の重量比を概ね1：2としてもろみを仕込む
  - 壱岐市内で採水した水のみを用いる

- 製法
  - 壱岐市内で原料の発酵および蒸留を行う
  - 米麹および水を原料とした一次もろみに、蒸した穀類と水を加えて二次もろみをさらに発酵させ、単式蒸留器をもって蒸留する
  - 貯蔵は壱岐市内で行う
  - 消費者向けの容器には壱岐市内で詰める

壱岐では伝統的に清酒がハレの飲み物とされ、焼酎は晩酌など日常的に消費する飲み物であった。農家では来客に焼酎を出すのが通例となっていた。また、盂蘭盆に飲む焼酎は盆焼酎と呼ばれ、既婚者は妻の実家に素麺や焼酎を持参して盆礼に行く風習があった。新盆を迎えた家では18リットル以上の焼酎を用意して親類や知人を迎えたという。

## 製法と原料
米麹：大麦=1:2が伝統的な壱岐焼酎の配合であり、1トンの米から8トンの2次醪が得られ、最終的に5.2キロリットルのアルコール度数25度の焼酎となる。現代の所要日数は下記の通りとなっており、約23日間で蒸留まで完了する。その後、2年以上かけて熟成させる。
- 麹づくり：2日間
- 一次仕込み：約1週間
- 二次仕込み：約2週間
- 蒸留：1日
- 熟成：2～20年

麹米にはタイ米の破砕米や国産米が用いられる。オーストラリア産の二条大麦が主に使われる一方、壱岐市では二条大麦のニシノホシが2017年には二毛作として水田153ヘクタールに作付けされ、その全量が壱岐焼酎の原料となっている。玄武岩層によって濾過された地下水はミネラルを豊富に含み、厚みのある味わいやキレのある飲み口を支えている、とされる。

### 麹づくり
自動製麹機に1トンの米を投入し、洗米させたのちに水に漬けて吸水させる。これを蒸して放冷し、主に白麹菌である種麹を均一に混合して一晩おく。翌朝に製麹機から取り出して三角室に移し、米のデンプンを栄養源として麹菌を夕方まで成長させる。この間に菌糸が伸びて絡まり酸欠になることがあるため、手でほぐして温度を下げて再び一晩おく。この間にクエン酸が生成され、甘酸っぱい香りが生じる。

### 一次仕込み
米麹と水を仕込み用タンクに入れると、沈んだ麹が発酵とともに浮き上がってくる。発酵によって液温は25～30℃になるので、櫂で時々かきまぜて酸素を供給しながら温度を調整する。1週間ほどたつと甘酒のような醪が得られる。

### 二次仕込み
米と同様に洗浄や吸水を行って蒸した大麦2トンを、醪および水とともに二次仕込み用のタンクに投入する。3～4日目が発酵が最も激しく、その後は静かに進行して麦の粒も溶けて液体状になっていく。2週間経つと、アルコールの匂いが強いアルコール度数17度ほどの醪8トンが得られる。

### 蒸留・貯蔵
単式蒸留機により蒸留を行い、得られたアルコールは検定タンクに移してアルコール度数および数量を計量する。蒸留後に発生する焼酎粕は2016年度には年間2,272トンとなっており、そのうち1,061トンが壱岐牛の飼料として利用されている。蒸留直後の原酒はアルコール度数はおよそ45度で、アルコールの刺激臭が強く大麦の香りなどは弱い。しばらく原酒のまま貯蔵した後、割水をしてさらにステンレスや琺瑯のタンクで貯蔵し、容器内の自然対流による熟成を進行させる。このほか、甕や樫樽なども利用される。2～20年熟成させたのち、瓶詰めして出荷される。

## 生産

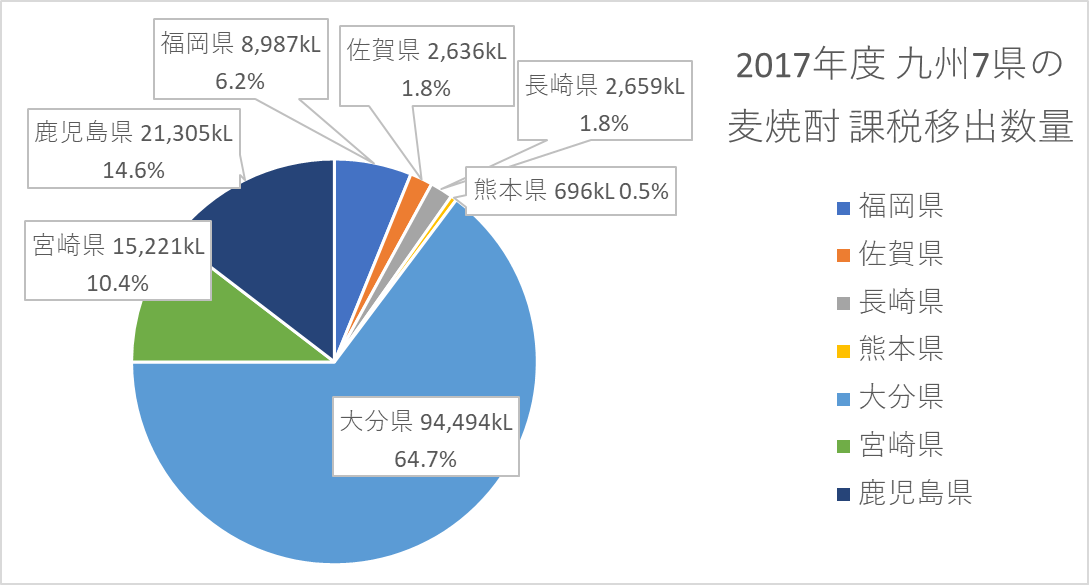
九州における麦焼酎の県別課税移出数量

2018年現在、壱岐焼酎を生産する7つの蔵元が壱岐酒造組合を結成しており、すべて壱岐島に位置する。組合を通じて原料となる大麦や米の手配、イベントの実施などが行われている。焼酎生産時に発生する焼酎粕の数量で見ると、玄海酒造と壱岐の蔵酒造がそれぞれ全体のおよそ50%と30%をそれぞれ占め、残り5社は同程度である。
- 天の川酒造
- 壱岐の華
- 壱岐の蔵酒造(旧：壱岐焼酎協業組合)
- 玄海酒造
- 山の守酒造場
- 重家酒造
- 猿川伊豆酒造場

長崎県全体では2004年に15社が計4,453キロリットルの焼酎を生産しており、そのうち壱岐市の7社が2,646キロリットルと約59.4%を占めている。また、2017年の九州7県における麦焼酎の課税移出数量では、長崎県の占める割合は1.8%となっている。

## 歴史

### 近世以前

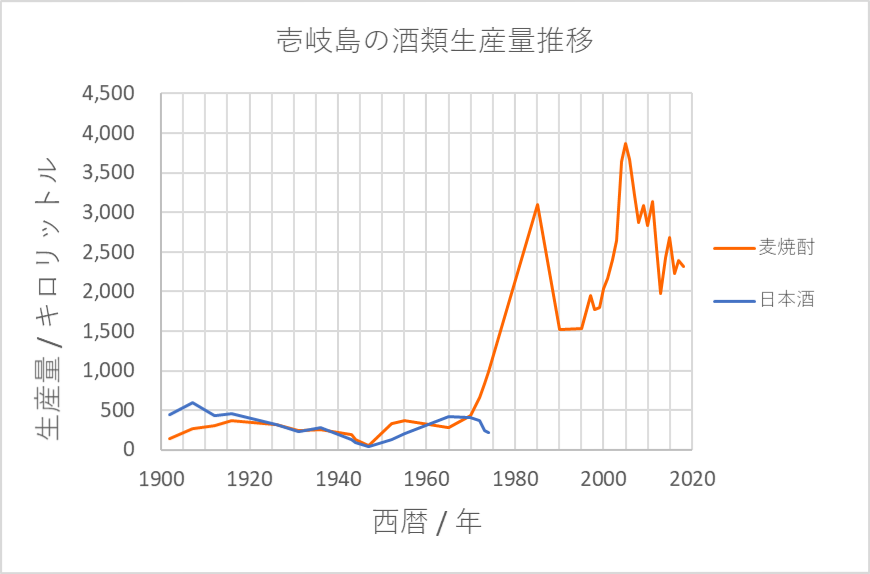
壱岐市における酒類生産量の推移

壱岐は古くから朝鮮半島と日本の交易ルート上にあり、朝鮮から蒸留酒の製造技術が15世紀以降に伝わった可能性が示唆される。永禄6年（1563年）に壱岐島は松浦氏の領地となり、江戸時代に入るとそのまま平戸藩の一部となった。文献で壱岐島の焼酎が確認されるのは、寛政7年（1791年）の『町方仕置帳』における「荒生の焼酎」についての記述からとなる。これは麦焼酎ではなく酒粕を原料として酒屋が製造した粕取焼酎とみられ、壱岐の方言では「カラスス」と呼ばれていた。
藩は壱岐の開墾を奨励し、米だけでなく小麦、大豆、辛子の種子、胡麻の貢納を義務付けた。農民は米を食糧にできず、大麦や裸麦を食用とし、余裕があるときには焼酎の原料として利用した可能性が示唆される。なお、対馬など近隣地域ではサツマイモによる芋焼酎が製造されるようになったが、壱岐では前述の穀類の栽培が義務づけられ、サツマイモを栽培する余裕が少なかった。

### 近代
1883年9月30日付で芦辺浦の住民が長崎県知事宛に送った自家消費用の免許鑑札願には濁酒0.428石と焼酎0.56石と記載があり、焼酎については米麹0.16石、麦：0.4石、水0.32石を使うとあり、麦焼酎の生産が明確に確認できる。明治初期の壱岐島内の農家には各戸にカブト釜があり、自家用の麦焼酎を製造することができた。1900年に酒税法により焼酎製造は5石を最低限とした免許制となり、1902年には焼酎専業が38名、清酒との兼業17名の計55名が壱岐で免許を取得していた。同年には壱岐で清酒2,486石（448キロリットル）、焼酎788石（142キロリットル：麦および粕取焼酎）が生産されている。1906年には焼酎製造者は23名まで集約されたが、焼酎の生産量は漸増していき昭和に入ると壱岐での生産量は清酒を上回るようになった。また、1938年には麦焼酎1,690石（305キロリットル）のほか粕取焼酎78石（14キロリットル）も市内で生産されている。
明治まで麹米には壱岐産の丸米が使用されていたが、大正には朝鮮から移入した破砕米、1942年からは外米が使用されるようになった。1942年には仕込みも従来の米麹に蒸米を加えて最初に酒母を作る日本酒式から、鹿児島県の芋焼酎などと同様に米麹のみを一次仕込みで作り、二次仕込みで蒸麦を加える現代と同じ形に変化している。同年に、麹菌も芋焼酎と同じく黄麹菌から黒麹菌に切り替えたことでクエン酸による腐造防止の効果が生まれており、1941年から1942年にかけて製法の大きな変化が見られる。第二次世界大戦のため1943年に食糧管理法の統制で麦と麹米の供給が激減し、粟やサツマイモ、コーリャン、燕麦が麦を補うために、麦麹が米麹の代わりにそれぞれ使用されたが、焼酎の生産量は減少した。

### 現代
終戦後も穀類の需給は逼迫しており、1947年には宮崎県産の二条大麦・ゴールデンメロンを使用し、同年に食糧管理法の統制から麦が外れた後も1953年からは輸入した大麦を原料とするようになった。この頃には島内の需要を満たすだけの生産が行えず、1949年には新式焼酎58キロリットルを他地域から移入していたが、1955年には戦前の最大生産量にほぼ並ぶまで回復して島内の需要を賄っている。壱岐郡外への出荷は長らく対馬に少量を出すのみだったが、焼酎ブームの影響もあって1974年には149キロリットルが郡外に移出されている。1976年には清酒製造場が7場、焼酎製造場が専業6場・兼業1場の計7場あったが、1984年には市内の清酒製造者はいなくなっている。1995年に壱岐焼酎は国税庁の地理的表示に登録された。また、2013年には壱岐市で壱岐焼酎の、2015年には長崎県で長崎県産酒の乾杯条例がそれぞれ制定されている。